# بني صلاح (عبس)

تعديل مصدري - تعديل

بني صلاح هي إحدى قرى عزلة مطولة بمديرية عبس التابعة لمحافظة حجة، بلغ تعداد سكانها 207 نسمة حسب تعداد اليمن لعام 2004.